# Pelayangan (Muara Tembesi)
Pelayangan is een bestuurslaag in het regentschap Batang Hari van de provincie Jambi, Indonesië. Pelayangan telt 1207 inwoners (volkstelling 2010).